# Grottes de Santo Tomás
Pour les articles homonymes, voir Santo Tomás.
Les grottes de Santo Tomás en espagnol gran caverna de Santo Tomás) sont un ensemble de grottes dans le parc national de Viñales, dans l'ouest de l'Île de Cuba. C'est un des plus grands complexes karstiques des Caraïbes. Elles ont livré des vestiges préhistoriques.
Elle a été déclarée Monument national (1989).

## Localisation, géologie
Les grottes de Santo Tomás sont dans la province de Pinar del Rio, à 18,6 km au sud-ouest de Viñales. À proximité se trouve le village de El Moncada.
Elles ont été creusées dans un mogote, élément de géomorphologie d'origine karstique se trouvant dans la vallée de Viñales, située dans la partie sud-est de la sierra de los Organos. La sierra de los Organos forme la partie ouest de la cordillère de Guaniguanico (la partie orientale de cette dernière étant formée par la sierra del Rosario).
Cette partie sud-est de la sierra de los Organos est dans le bassin hydrographique de la rivière Cuyaguateje (es), où l'on trouve une abondance de mogotes, poljés et vallées karstiques. Dans cette zone, la sierra de Quemado forme une barre longue de 8,5 km orientée nord-nord-ouest/sud-sud-est. C'est là que se trouve le système karstique des grottes de Santo Tomás. À cet endroit, la sierra de los Organos ne suit plus l'orientation est-ouest typique de la plupart des montagnes cubaines : elle prend une orientation nord-sud et forme un large arc. 

La sierra de Quemado est bordée à l'ouest par la vallée de Quemado, et à l'est par la vallée de Santo Tomás. Le ruisseau de Santo Tomás s'enfonce sous la montagne par le côté oriental (vallée de Santo Tomás) et en ressort à l'ouest (vallée de Quemado) après un parcours souterrain de 2 km. Le ruisseau de Santo Tomás rejoint ensuite la rivière Caoba, qui à son tour conflue plus au sud avec la rivière Cuyaguateje (es). Cette dernière arrose la vallée de Luiz Lazo avant de se déverser dans la mer des Caraïbes sur la côte sud de Cuba,.
Une carte géologique de la région montre à quel point la géologie du lieu est complexe. La vallée de Viñales, faite de « poljés marginaux », s'est développée dans ce que les géologues appellent la « formation Guasasa », entre les sédiments du Jurassique inférieur non carbonatés (la « formation San Cayetano ») et des roches carbonatées du Jurassique supérieur / Crétacé inférieur, - dont la ceinture de mogotes.
Ce paysage géologique a développé les plus grands systèmes de grottes de Cuba : Palmarito (59 km), Santo Tomás, Majaguas-Cantera (30 km) et la cueva Fuentes (19 km).

## Toponymie
Le système des grottes de Santo Tomás tire son nom du ruisseau éponyme : les explorations réalisées par la Société spéléologique de Cuba ont révélé que c'est ce ruisseau, vestige d'anciens fleuves à l'origine du creusement des galeries, qui coule avec ses affluents dans le niveau inférieur des grottes.

## Description
Le complexe des grottes de Santo Tomás, parfois appelé Princesse des spéléologues cubains,, est un des plus grands complexes souterrains connus dans les Caraïbes (mais récemment détrôné sur Cuba par le système de Palmarito avec 59 km de galeries). Il s'étend sur 44,6 km de longueur connue répartis en 7 niveaux situés entre 125 et 190 m d'altitude, soit 65 m de hauteur pour l'ensemble des galeries. En 2018, plus de 30 km de ses galeries ont été cartographiées. Le niveau le plus bas est encore en activité, arrosé par l'arroyo Santo Tomás. Il y entre du côté de la vallée de Santo Tomás et en ressort 2 km plus loin dans la vallée de Quemado. Sont également cités les ruisseaux Bolo et Peñate. Tous trois prennent naissance dans les Alturas de Pizaras del Sur, petite chaîne de montagnes culminant à 484 m d'altitude (au Cerro de Cabras), qui borde au sud la ceinture de mogotes de la sierra de los Organos et sépare Pinar del Rio de Viñales. Goy et al. (2023) mentionnent aussi les ruisseaux La Caoba and Los Cerritos, et affirment que l'ensemble du réseau souterrain de ces cours d'eau du système Santo Tomas–Quemados s'étend sur plus de 70 km.
Le complexe de Santo Tomás comprend de multiples entrées et de multiples grottes. Pour n'en citer que quelques-unes, 
au niveau 2 se trouve la cueva de las Represas près d'une des entrées ; 
au niveau 3, la cueva de la Incógnita qui commence à 120 m de l'entrée, et la cueva  del Salón, la cueva de Rivero et la cueva de las Antorchas, chacune près d'une des entrées (mais las Antorchas s'étend jusqu'à au moins 100 m de l'entrée) et la cueva Tapiada qui est à la même altitude que las Antorchas ; 
au niveau 4, la cueva Increíble ; 
au niveau 6, la cueva de las Perlas et la cueva de las Avispas, (178 m d'altitude pour cette dernière, qui est connectée à la cueva de Otero se trouvant à la même altitude).
La cueva de Otero est l'une des voies menant au salòn  del  Caos, remarquable par les énormes blocs de pierre qui y sont tombés.

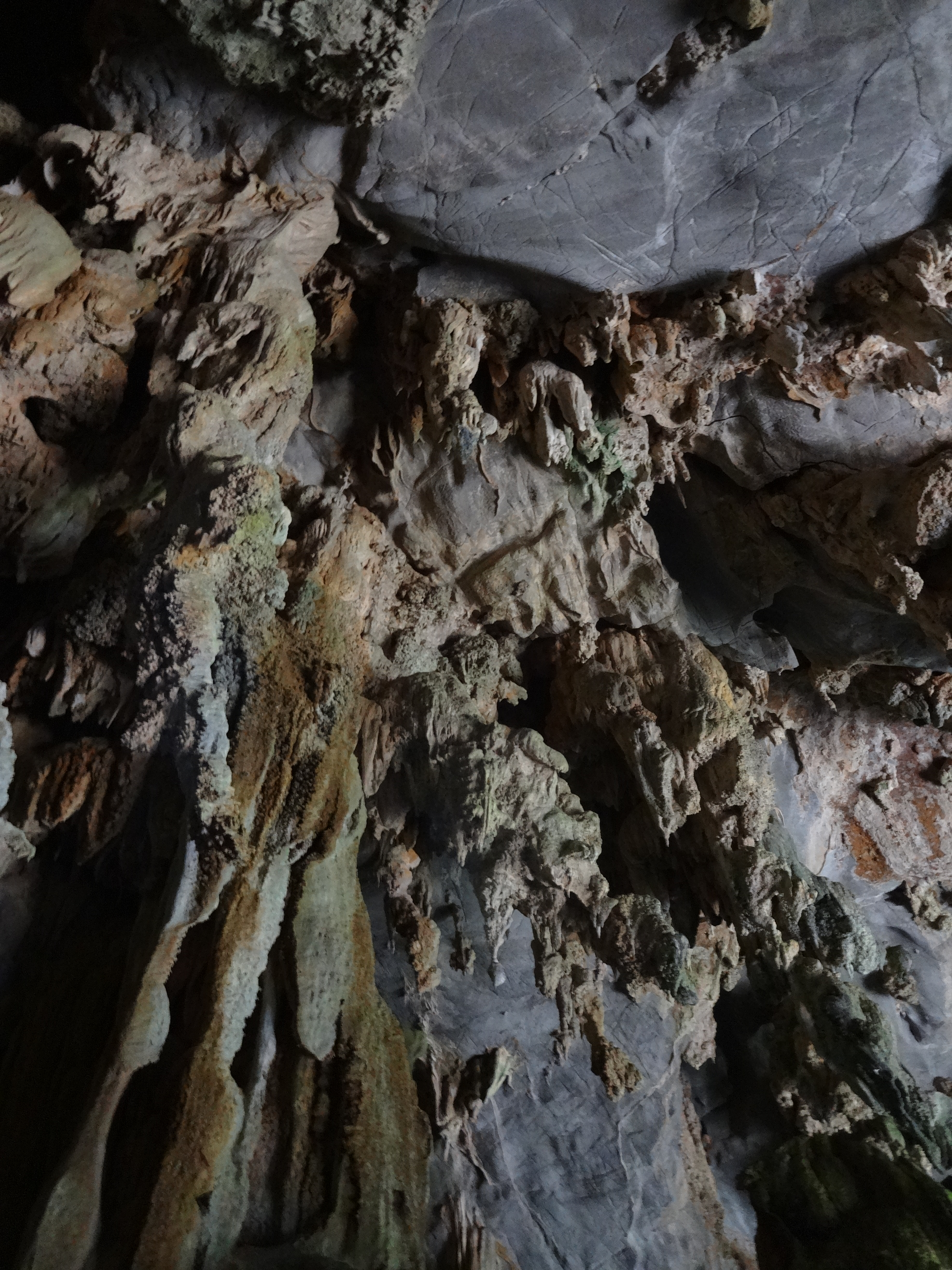
Gravures

Quelques-unes des entrées
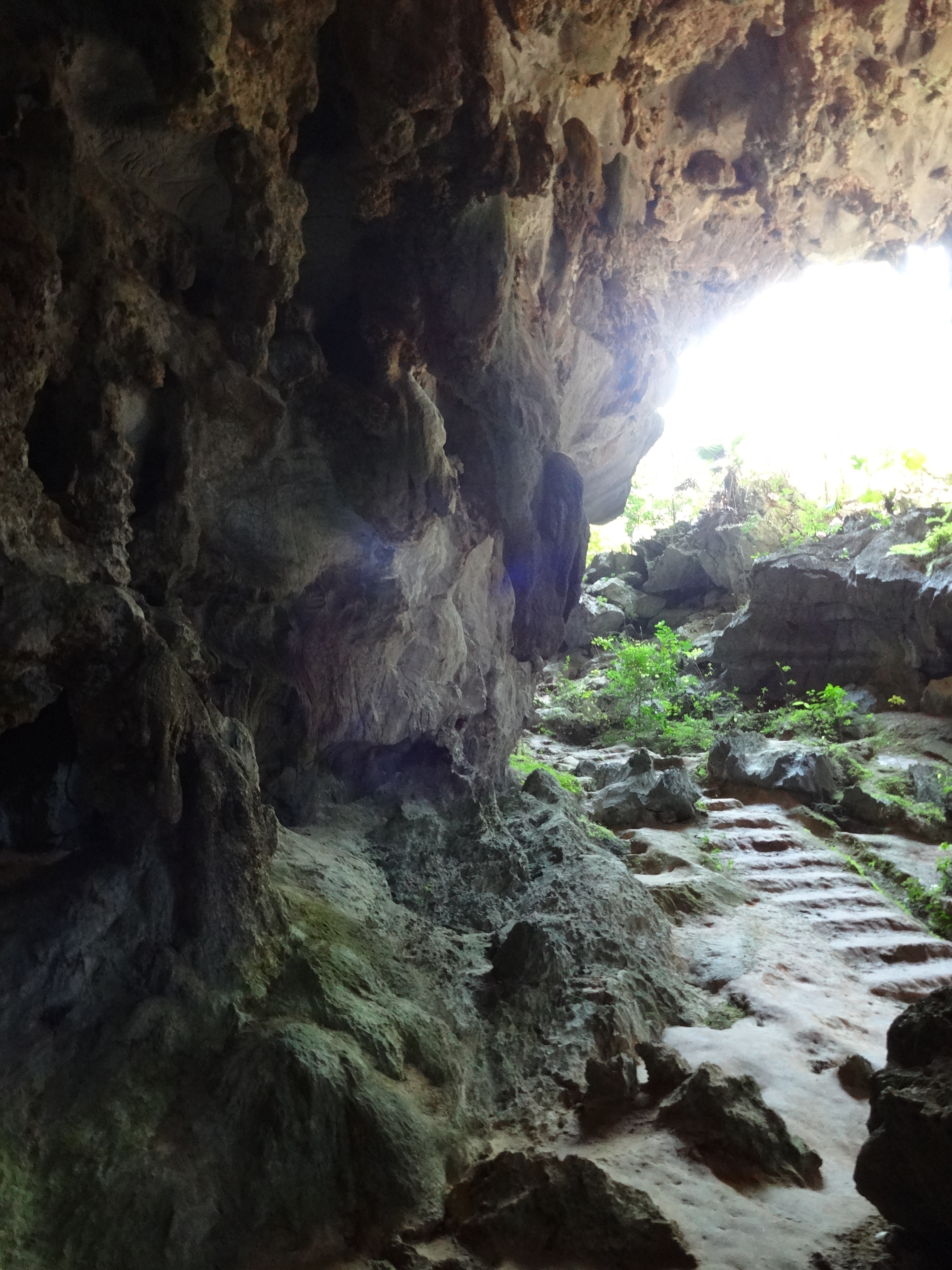
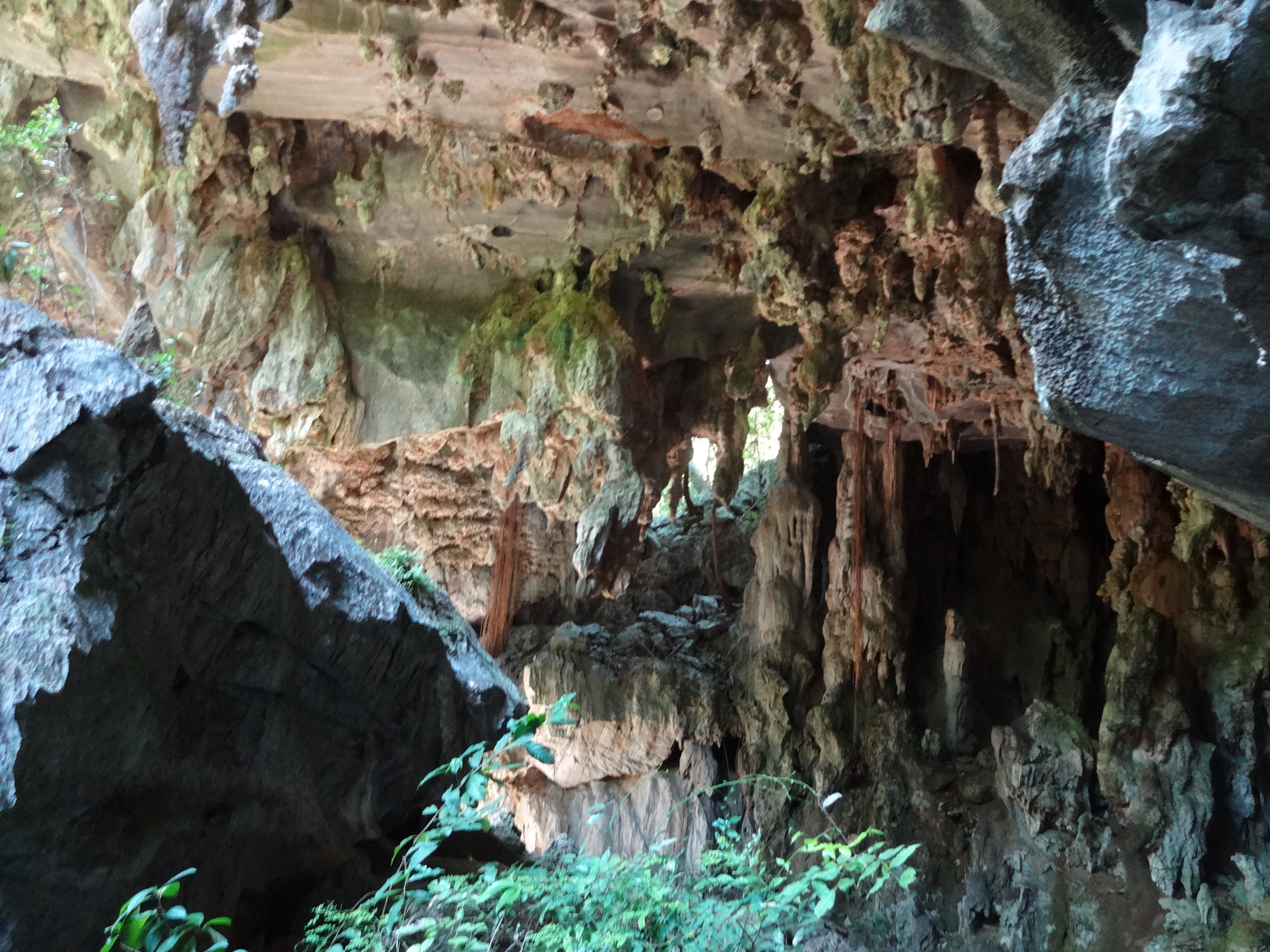
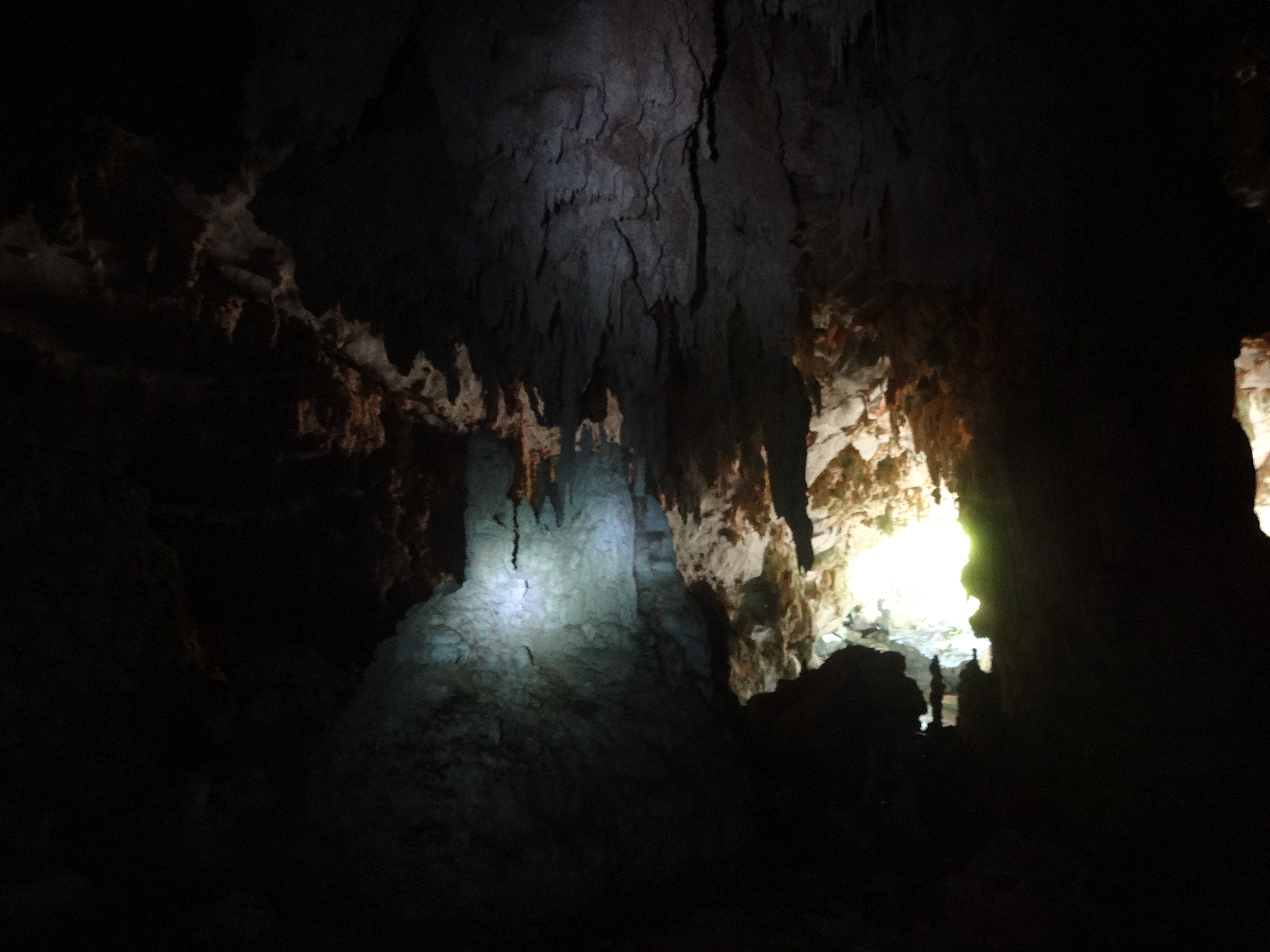
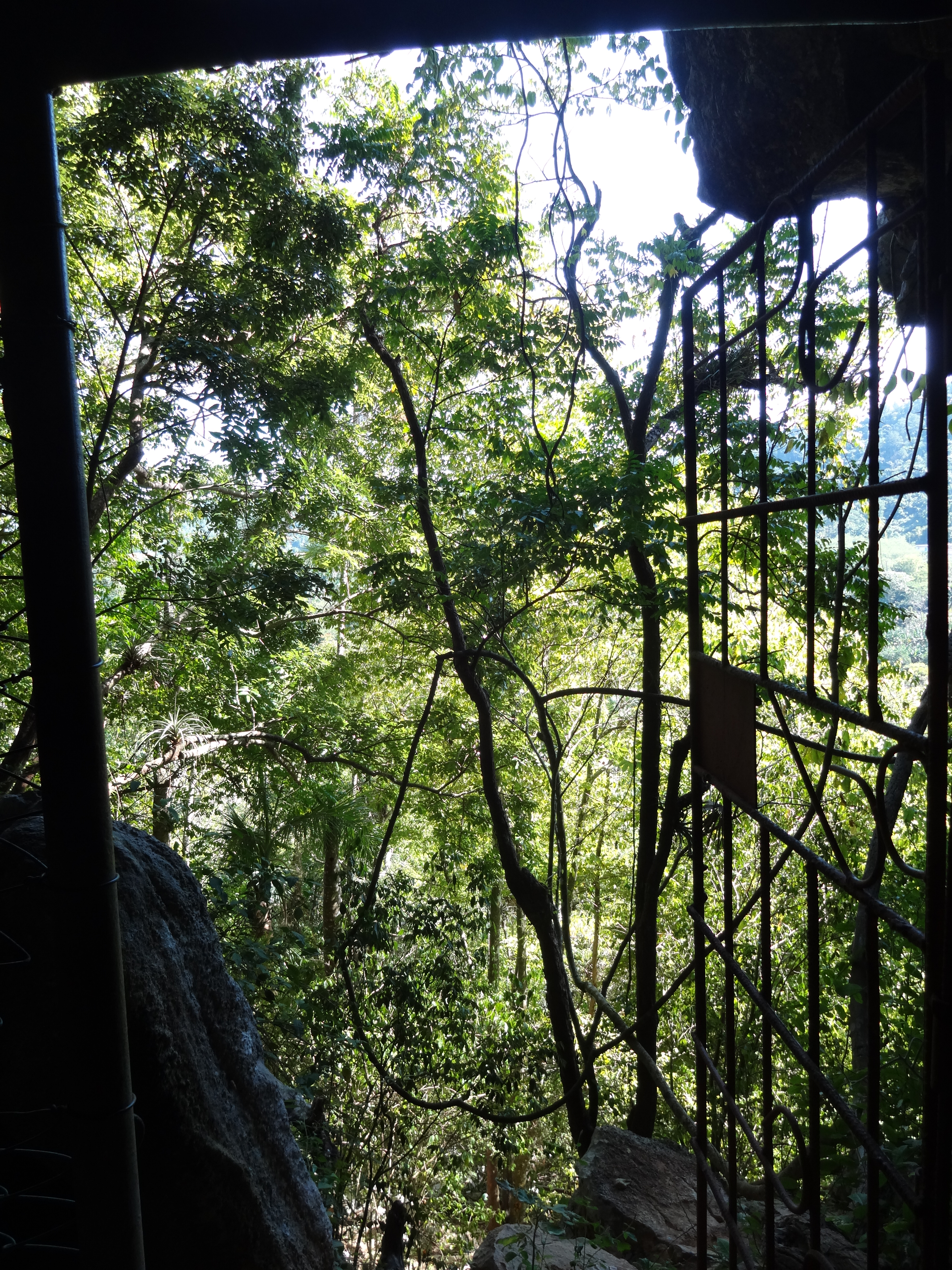
Entrée munie d'une grille

Elle a livré des vestiges préhistoriques, dont des gravures dans la cueva de Mesa et un squelette humain daté d'environ 3 500 ans dans la cueva Incognita.
Toutefois Gerardo Mosquera (1983) suggère que les pétroglyphes de la salle García Valdés dans la cueva de Mesa sont de facture africaine ; il se base sur la comparaison de style avec des objets décorés par des esclaves en fuite, et trouvés à Vuelta Abajo. À cette époque ce sont pratiquement les seuls pétroglyphes connus. Des travaux ultérieurs sur les pétroglyphes découverts dans les grottes de Mesa, de los Petroglifos, de la Iguana, de la Cachimba, dans le système de grottes de Bellamar, et dans d'autres sites des Caraïbes, ont permis d'établir une origine précolombienne à ces oeuvres.

## Qualité de l'eau
L'eau et l'air ont été analysés en plusieurs endroits de du complexe souterrain en 2014.
Eau du ruisseau Santo Tomas
La concentration en bactéries passe de 910 UFC/ml au ponor (perte en poljé) à 217 UFC/ml à la résurgence dans la vallée de Quemado, soit une concentration quatre fois moindre à la sortie de la grotte. En particulier, la concentration en E. coli (indicateur de contamination par matière fécale fraîche) passe de 56 UFC/ml au ponor à une quantité indécelable à la résurgence.
Le pourcentage de bactéries coliformes par rapport au total des bactéries du ruisseau Santo Tomás diminue lui aussi lors de son parcours de 2 km dans la grotte, et passe de 0,37 à 0,22. Par comparaison, la rivière Pivka, qui coule dans le système de la grotte Postojna en Slovénie (en zone tempérée), montre la même baisse de ce pourcentage après un parcours souterrain de 9 km.
Étendues d'eau dans les grottes
Nombre de grottes abritent des mini-lacs ou de grandes flaques d'eau et plusieurs de ces étendues d'eau ont été analysées. Aucune de celles-là ne contenait d'E. coli sauf un isolat trouvé dans la cueva  de  las Represas. Deux étendues d'eau dans la cueva de la Incógnita (niveau 3) ont livré de basses concentrations de bactéries (respectivement 70 and 54 UFC/ml mais pas de coliformes, mais une autre étendue d'eau de la même grotte le total de bactéries hétérotrophiques était beaucoup plus élevé avec 276 UFC/ml et, de plus, contenait 6 UFC/ml de coliformes. Une étendue d'eau de la cueva de Rivero avait had 57 UFC/ml de bactéries au total et 10 UFC/ml de coliformes. Celle de la cueva del Salón contenait des concentrations similaires : 41 UFC/ml de bactéries au total et  18 UFC/ml de coliformes. Aucune bactérie cultivable n'a été détectée dans l'eau des étendues d'eau de la cueva Escarlata et de la cueva Increíble (toutes deux au niveau 4).
Les chemins suivis par l'eau sont aussi complexes que les galeries du système souterrain ; notamment, le flot vertical est ici intercepté par de nombreux niveaux. La charge microbiale est plus grande dans les niveaux inférieurs que dans les niveaux intermédiaires, tant pour l'eau de percolation que pour l'eau capturée (sans flot). La concentration de microbes hétérotrophiques est dépendante de deux facteurs : la position plus ou moins élevée (en hauteur) dans le système et la distance par rapport à l'extérieur. On peut aussi noter que les échantillons d'eau provenant d'étendues d'eau alimentées uniquement par percolation ne contenaient pas d'E. coli.
Les microbes sont une source de nourriture pour la méiofaune et les analyses ont montré une certaine corrélation entre l'abondance de méiofaune et la baisse de concentration des microbes ; mais cette corrélation n'est pas un phénomène linéaire : de nombreux autres facteurs doivent être pris en compte, parmi lesquels la présence de matière organique, l'hydrodynamique et des interactions écologiques variées.

## Faune

### Méiofaune
Dans neuf étendues d'eau testées pour la méiofaune, le groupe taxonomique dominant était les Ostracodes (Crustacea). Des Cyclopoida (Crustacea, Copepoda) étaient présents dans 3 échantillons, et des Harpacticoida (en) (Crustacea, Copepoda) et Rotifera (Bdelloida) dans un échantillon.
L'un des échantillons de la cueva de Rivero (niveau 3) a été prélevé à environ 10 m de l'une des entrées du système de grottes et a clairement été enrichi de sédiments de la grotte.
Les étendue d'eau de la cueva de las Represas  (niveau 2) et de la cueva  del Salón  (niveau 3) ont fourni des copépodes, y compris de nombreuses nauplies.
Un Ostracode, seul représentant de la faune, a été identifié à quatre sites de la cueva de la Incógnita (niveau 3) et de la cueva Increíble (niveau 4).
Deux échantillons de 1 ml d'eau de la cueva Escarlata et de la cueva Increíble (niveau 4) ne contenaient aucune faune.
D'autres groupes ont également été trouvés, notamment des animaux provenant de la surface. Par exemple une étendue d'eau de la cueva de las Perlas au niveau 6 a livré en 2009 des individus du genre Aeolosoma (en) (Aeolosomatidae (en), classe des Polychaete).

### Autre faune
En 1994, Armas et Perez publient la description d'une espèce d'amblypyge nouvelle trouvée dans les grottes de Santo Tomás : Phrynus noeli.
Des spécimens de Sheylayongium pelegrini (scorpion) ont été trouvés dans le Hoyo de Fanía. 
Les grottes elles-mêmes ont livré douze espèces d'amphibiens : Peltophryne fustiger (crapaud géant),
Eleutherodactylus eileenae (petite grenouille),
Eleutherodactylus dimidiatus,
Eleutherodactylus riparius (endémique de Cuba),
Eleutherodactylus pinarensis (endémique de Cuba),
Eleutherodactylus casparii, Eleutherodactylus goini,
Eleutherodactylus zugi,
Eleutherodactylus klinikowskii, Eleutherodactylus symingtoni,
Eleutherodactylus zeus, Osteopilus septentrionalis. Toutes ces espèces sont endémiques de Cuba.
Parmi les reptiles, on trouve
Cadea blanoides (lézard),
Anolis bartschi (lézard),
Anolis alutaceus (lézard),
Anolis allogus (lézard),
Anolis mestrei, Anolis homolechis (lézard),
Anolis sagrei (lézard),
Cubophis cantherigerus (serpent),
Tropidophis feicki (serpent).

## Histoire et utilisations
Nombre de ses galeries et caves ont fourni des abris aux cimarrones (esclaves en fuite) ; les fermiers des vallées proches ont souvent utilisé l'eau de ses bas niveaux pendant les sécheresses ; elles servent d'abri pendant les cyclones ; et les paysans utilisent comme fertilisant les riches dépôts de guano de chauve-souris,.
Depuis le siècle dernier, les habitants de la vallée de Quemado visitaient la grotte du Salon, ainsi nommée parce que dans ses premières salles ils célébraient occasionnellement leurs pèlerinages (romerías) et danses.
À la fin août 1959 Fidel Castro, venu à Viñales, visite la grotte en compagnie de Celia Sánchez Manduley et guidé par son beau-frère le capitaine de l'Armée rebelle Antonio Núñez Jiménez. Sous sa direction, l'une des premières coopératives de la période révolutionnaire est créée dans la grande entrée de la grotte de Mesa. Quelques jours plus tard, le 31 août, la première milice paysanne Los Malagones est créée au même endroit.
Le siège de l'école nationale de spéléologie (Escuela Nacional de Espeleologia) est installé à proximité immédiate de quelques-unes de ses entrées depuis sa fondation en 1984.

### Phases d'exploration
En 1954 Antonio Núñez Jiménez organise la première exploration des grottes de Santo Tomás et y découvre des vestiges fossilisés d'un plésiosaure, grand reptile prédateur marin (150 millions d'années),. Il a commencé par la cueva del Salon, la grotte la plus connue de Santo Tomás à l'époque. Le 1er janvier 1955, les explorateurs traversent entièrement la sierra de Quemado, passant par la cueva de Represa. Cette première phase se termine au 1er janvier 1959 (année de la révolution). Une deuxième phase prend le relais de 1959 à 1984. L'école nationale de spéléologie (Escuela Nacional de Espeleología), fondée cette année 1984, reprend l'exploration de 1984 à 1993, suivie d'une 4e phase de 1993 à 1997. Cette quatrième étape inclut aussi le début de l'étude du système souterrain de la sierra de Quemado ; un petit nombre de cavités y sont étudiées (au total 5 199 m de galeries), qui ne sont pas directement reliées aux grottes de Santo Tomás. C'est le « système souterrain de Quemado » (Sistema Subterráneo de Quemado).
À la suite de la visite en Italie d'une délégation spéléologique cubaine en novembre 2002, des spéléologues italiens et cubains effectuent en décembre 2003 une autre exploration de Santo Tomas, concentrée essentiellement sur le Salón del Caos.
Du 17 au 29 décembre 2011, les Slovènes Andreea Oarga et Janez Mulec visitent Santo Tomás, ainsi que quelques autres grottes alentour, pour des recherches de microbiologie et de géomicrobiologie. Ils présentent une approche, nouvelle à Cuba mais utilisée en Slovénie, pour surveiller l'impact humain (celui des visites touristiques et scientifiques) sur le fragile environnement souterrain, en analysant l'eau et l'air sous leurs diverses formes et en étudiant la méiofaune. Côté cubain, l’expédition est coordonnée par Galliano Bressan et Héctor Pérez Jiménez.

## Les deux théories d'Antonio Núñez Jiménez
Núñez Jiménez (1990) a construit deux théories de spéléogenèse des systèmes karstiques d'après son étude du système souterrain de Santo Tomás :
La théorie des « galeries en croix » (teoria de las galerias en crucero) et la théorie des « galeries en T »
La théorie des « galeries en croix » concerne l'intersection de galeries qui ont commencé par se développer à des niveaux différents. Núñez Jiménez dit que les continuations des galeries originelles doivent malgré tout être présentes,  même si elles ne sont pas directement visibles, et qu'elles sont probablement cachées par des dépôts secondaires.
D'un autre côté, si deux galeries se développant au même niveau en arrivent à former une intersection, cette dernière se forme selon un plan en « T » plutôt qu'en croix.
Ces deux théories fondamentales, d'une géniale simplicité, ont permis à Núñez Jiménez d'orienter ses recherches et de retrouver un bon nombre des ramifications de galeries maintenant connues grâce à lui.

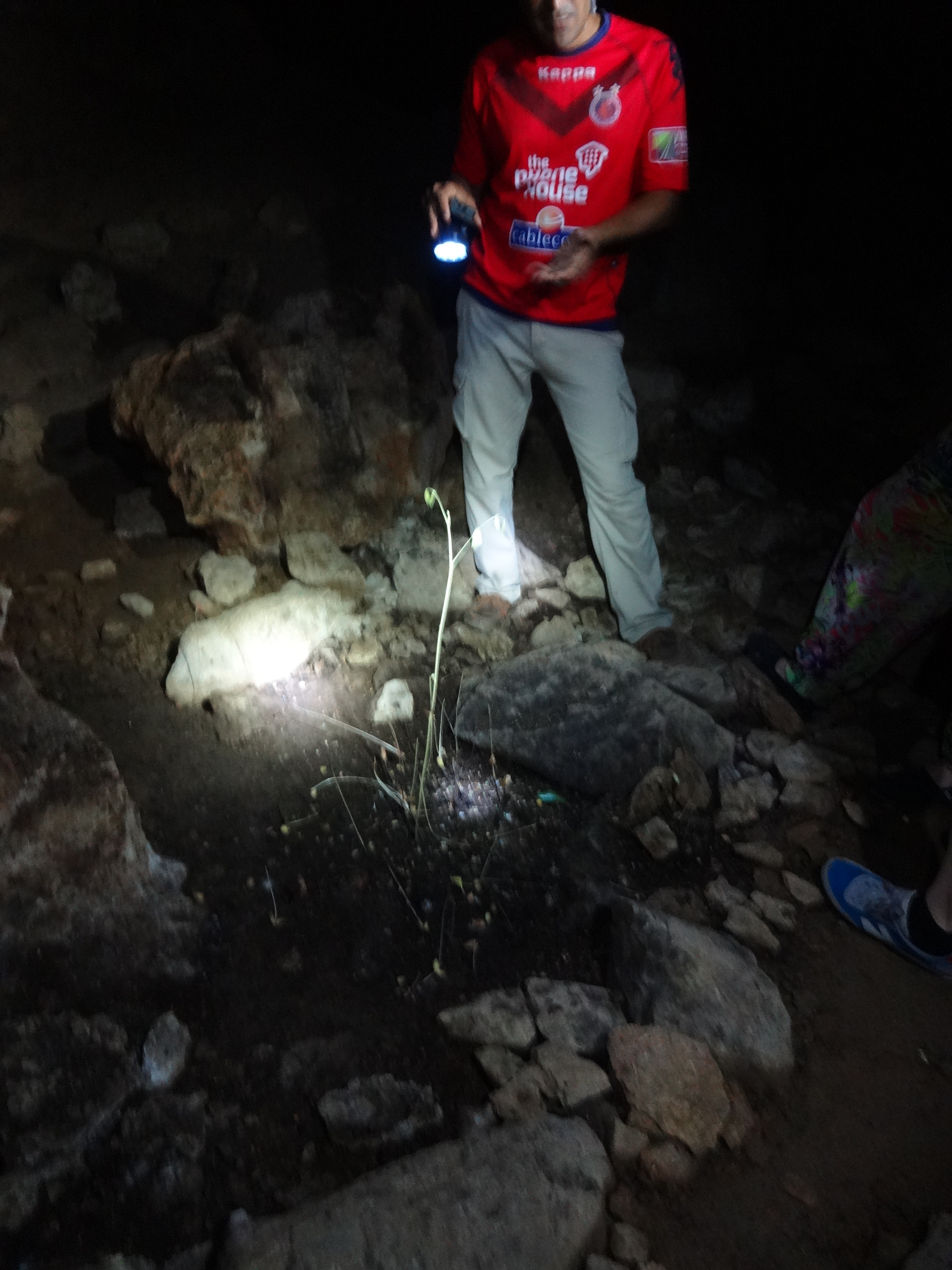
Plante poussant dans l'obscurité de la grotte

## Protection
Elle a été déclarée Monument national le 5 juin 1989,.
Elle fait partie du parc national de Viñales (Parque Nacional de Viñales) et de la vallée de Viñales, classée Patrimoine mondial de l'UNESCO.

## Tourisme
Depuis 1994 une partie du 6e niveau (à 178 m d'altitude) est ouverte aux visites : la cueva de las Avispas et, toute proche, la cueva de las Perlas avec ses beaux spéléothèmes,. Le trajet des visites à l'intérieur des grottes est long de 350 m. Le chemin d'accès à l'entrée est plutôt escarpé.
La plus grande attention a été donnée à la préservation de l'écosystème de ces galeries, un environnement particulièrement fragile. Le nombre de visiteurs est limité à 10 par visite ; depuis son ouverture au public la grotte a reçu environ 1 500 visiteurs par an. Les aménagements sont minimisés : toutes les structures sont en bois et amovibles à l'intérieur; et à l’extérieur elles sont minimisées. L'éclairage est entièrement indépendant des grottes : ce sont des lampes à piles rechargeables fixées sur les casques des visiteurs. L'impact sur les conditions physiques et chimiques de l'environnement interne est ainsi réduit au minimum.
L'entrée principale de las Avispas, à 42 m au-dessus de la vallée, est un bon emplacement pour admirer les alentours.

Quelques spéléothèmes de Santo Tomás visibles au public
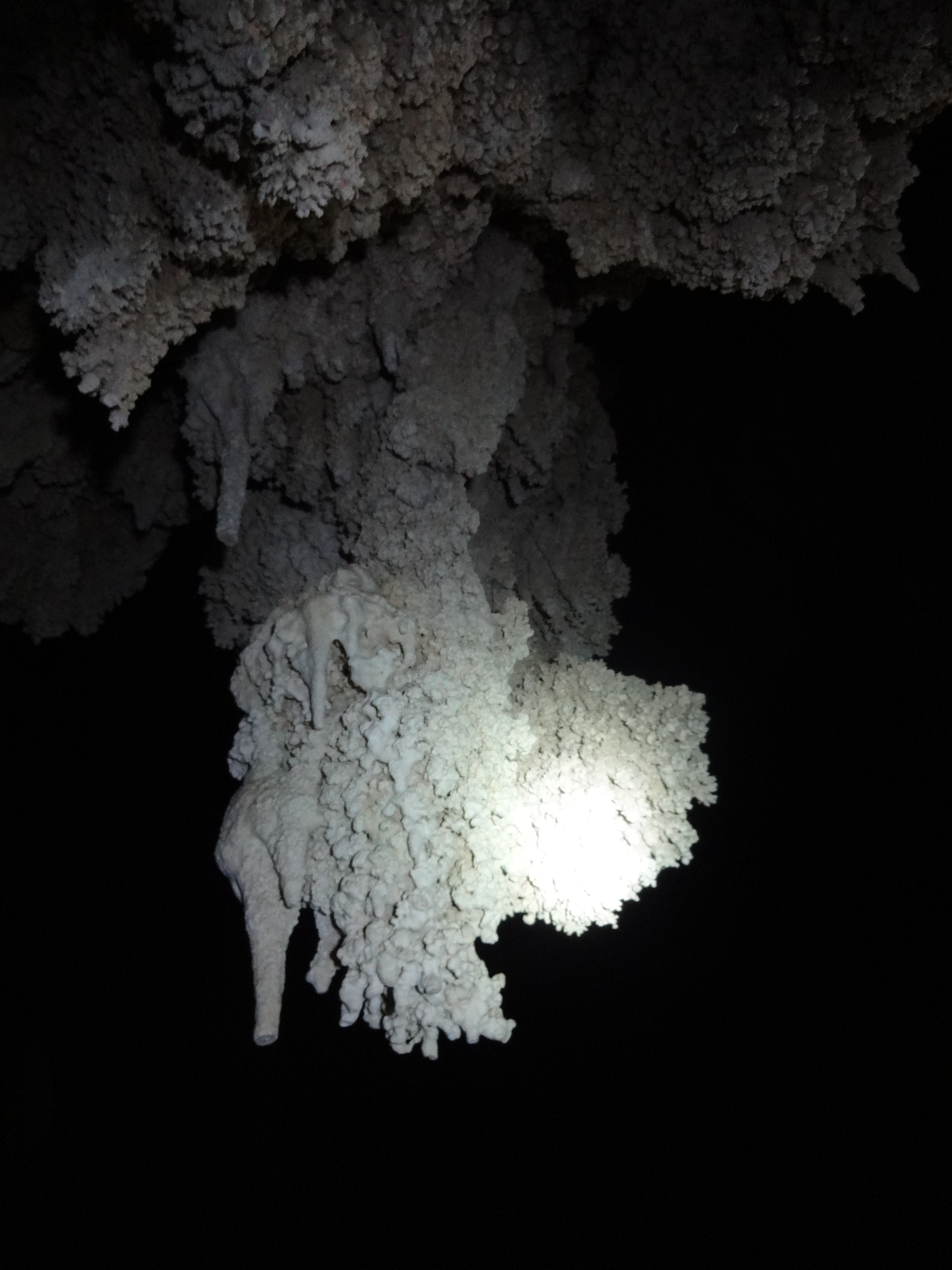
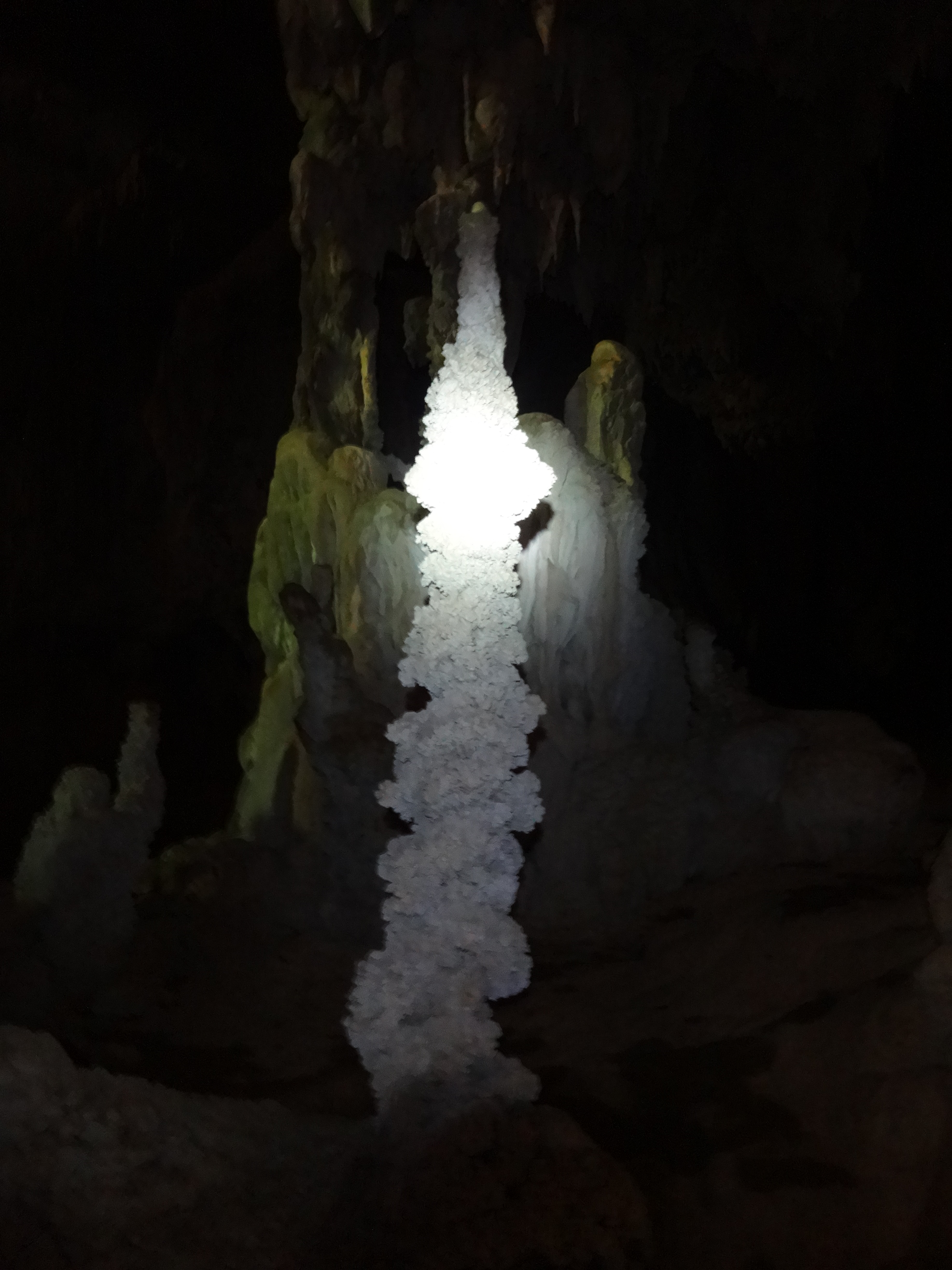
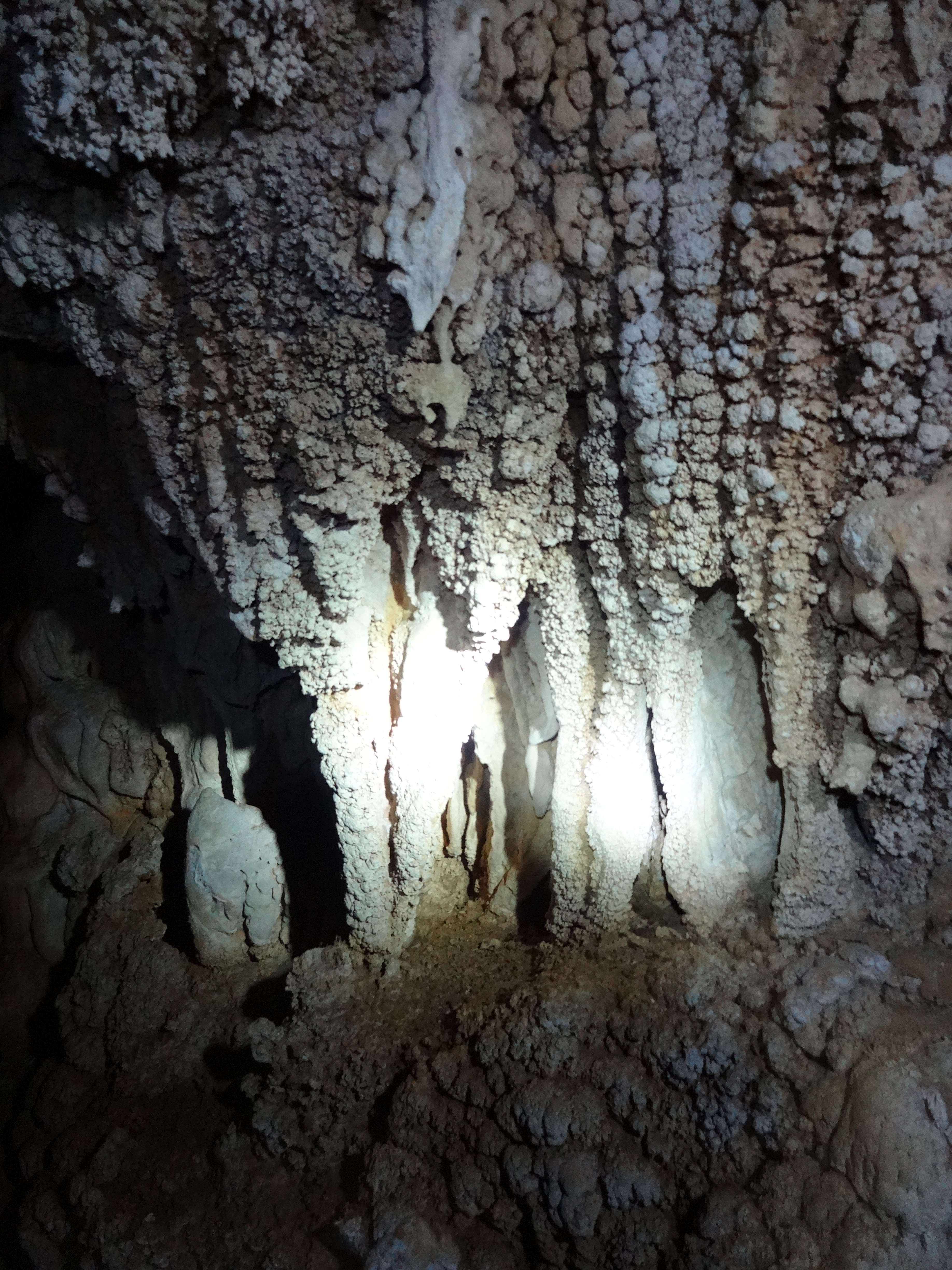
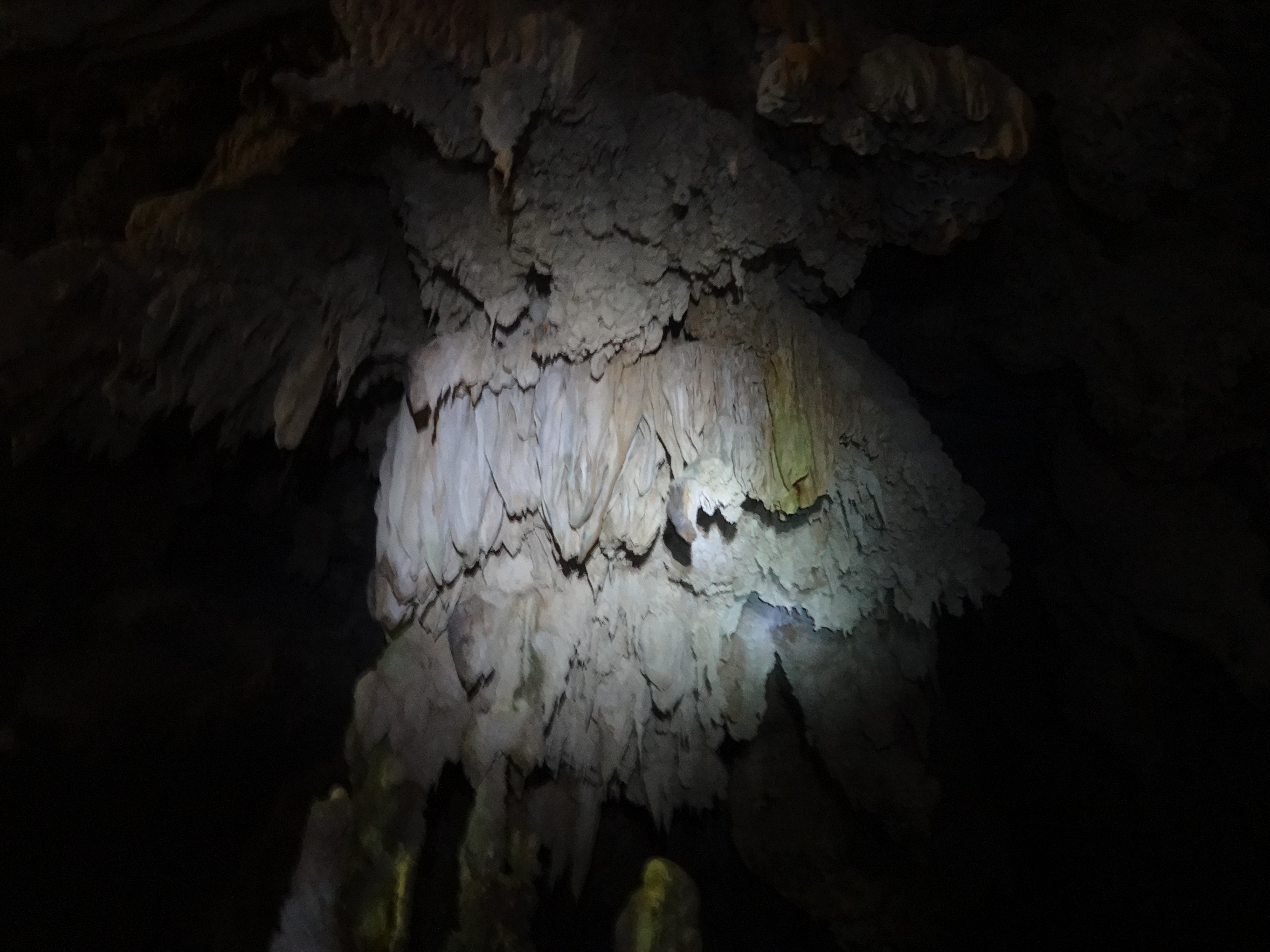
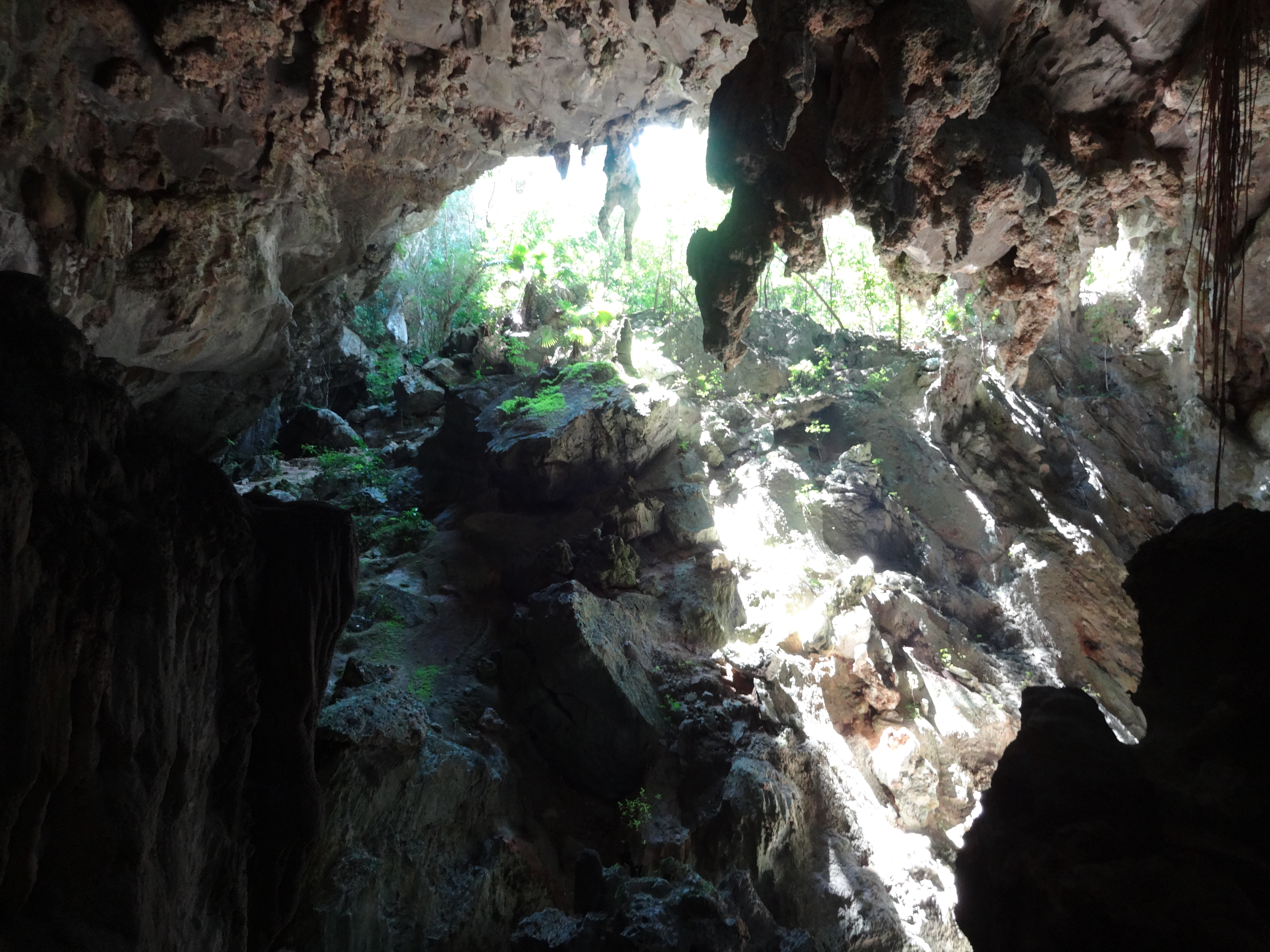
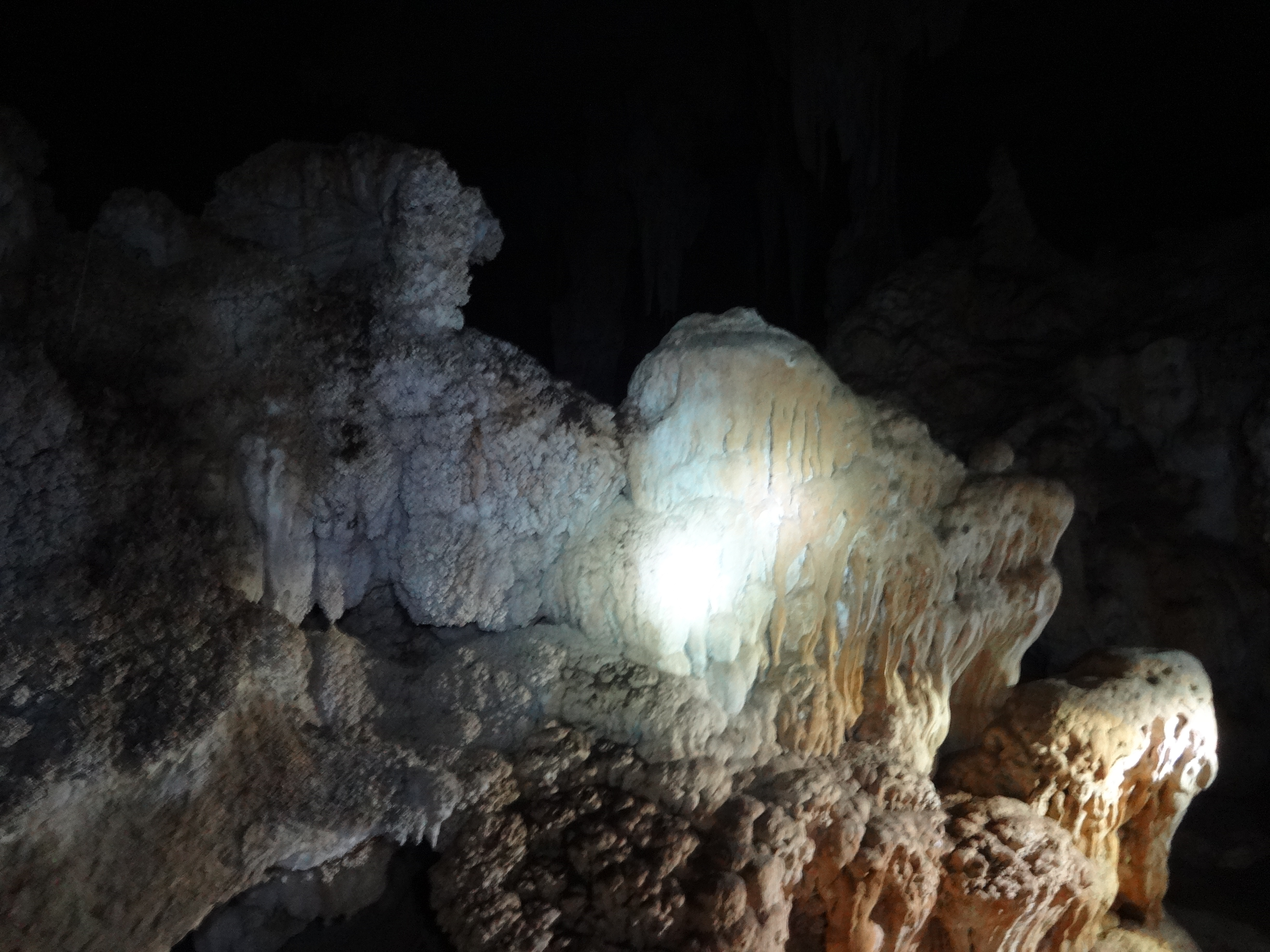